# كأس كرواتيا 2014–15
كأس كرواتيا 2014–15 (بالكرواتية: Hrvatski nogometni kup 2014./15.)‏ هو الموسم 24 من كأس كرواتيا. أقيم خلال الفترة 26 أغسطس 2014 وحتى 20 مايو 2015، وأشرف على تنظيمه اتحاد كرواتيا لكرة القدم، وكان عدد الأندية المشاركة فيه 48، وفاز فيه نادي دينامو زغرب.